# 17º Corpo d'armata (Ucraina)
Il 17º Corpo d'armata (in ucraino 17-й армійський корпус?, 17-j armijs'kyj korpus, unità militare A5150) è un corpo d'armata delle Forze terrestri ucraine.

## Storia
Il corpo è stato costituito all'inizio di aprile 2025 in seguito alla riforma delle Forze armate ucraine che prevede la transizione verso una struttura basata proprio sui comandi intermedi di corpo d'armata invece che sui gruppi tattici e operativi. Alla fine del mese ne è stata annunciata pubblicamente la creazione, svelandone lo stemma ufficiale. All'inizio di luglio è stata gradualmente rivelata la composizione del corpo d'armata, formato da cinque brigate delle Forze terrestri, di cui una di artiglieria, e tre delle Forze di difesa territoriale. Le unità del corpo sono schierate sul fronte meridionale a sud della città di Zaporižžja, dove hanno sostituito il Gruppo operativo-tattico "Zaporižžja".

## Struttura
- Comando di corpo d'armata[9]
- 44ª Brigata artiglieria "Atamano Danylo Apostol" (unità militare A3215)
- 65ª Brigata meccanizzata "Grande Prato" (unità militare A7013)
- 108ª Brigata di difesa territoriale (unità militare А7036)
- 110ª Brigata meccanizzata "Maggior generale Marko Bezručko" (unità militare A4007)
- 118ª Brigata meccanizzata (unità militare A4712)
- 128ª Brigata d'assalto da montagna "Transcarpazia" (unità militare A1556)
- 128ª Brigata meccanizzata pesante "Campi Selvaggi" (unità militare А7384)
- 241ª Brigata di difesa territoriale (unità militare A4076)
- 411º Reggimento sistemi senza pilota "Falchi" (unità militare A4742)
- 422º Battaglione sistemi senza pilota "Luftwaffe" (unità militare А5047)

## Comandanti
- Colonnello Volodymyr Silenko (maggio 2025 - in carica)[5]